# Праділья-де-Ебро
Праділья-де-Ебро (ісп. Pradilla de Ebro) — муніципалітет в Іспанії, у складі автономної спільноти Арагон, у провінції Сарагоса. Населення — 618 осіб (2010).
Муніципалітет розташований на відстані близько 260 км на північний схід від Мадрида, 39 км на північний захід від Сарагоси.

## Демографія
Динаміка населення (INE ):